# Hartmut Stegemann (Theologe)
Hartmut Stegemann (* 18. Dezember 1933 in Gummersbach; † 22. August 2005 in Marburg) war ein deutscher Theologe, Vertreter der Neutestamentlichen Wissenschaft und v. a. Qumranforscher.
Stegemann wurde 1963 in Heidelberg zum Dr. phil. (Semitistik und Religionswissenschaft) promoviert, 1965 in Bonn zum Dr. theol. 1969 habilitierte er sich in Bonn für das Fach Neues Testament.
1971 wurde er zum Professor an die Philipps-Universität Marburg berufen, 1980 als Nachfolger von Hans Conzelmann an die Georg-August-Universität Göttingen, an der er über seine Emeritierung hinaus bis zum Ende des Sommersemesters 2005 lehrte.
Stegemann hatte in Heidelberg an der von Karl Georg Kuhn geleiteten Qumranforschungsstelle gearbeitet, die er 1971 nach Marburg, 1980 nach Göttingen überführte, wo er sie bis zu seiner Emeritierung leitete. Er war einer der weltweit führenden Qumranforscher, gehörte zum Kreis der Herausgeber, die jederzeit Zugang zu den in Jerusalem aufbewahrten Originalen haben, und entwickelte u. a. eine nach ihm benannte Methode zur Rekonstruktion von Schriftrollen.
Stegemann war mit der Islamwissenschaftlerin Ursula Spuler-Stegemann verheiratet.

## Schriften
- selbstständige Veröffentlichungen:
  - Rekonstruktion der Hodajot. Ursprüngliche Gestalt und kritisch bearbeiteter Text der Hymnenrolle aus Höhle I von Qumran, Diss. phil. Heidelberg 1963.
  - Die Entstehung der Qumrangemeinde, Diss. theol. Bonn 1965 (Neudruck 1971)
  - Kyrios o Theos und Kyrios Jesus. Aufkommen und Ausbreitung des religiösen Gebrauchs von Kyrios und seine Verwendung im NT, Habilitationsschrift Bonn 1969
  - Die Essener, Qumran, Johannes der Täufer und Jesus. Ein Sachbuch, Freiburg (u. a.) (Herder) 9. Auflage 1999, ISBN 978-3-451-04128-0  (auch engl., span., ital.)

- Aufsätze:
  - Der lehrende Jesus. Der sog. biblische Christus und die geschichtliche Botschaft Jesu von der Gottesherrschaft, in: NZSTh 24 (1982), S. 3–20.
  - How to connect the Dead Sea Scrolls, in: H. Shanks (Hrsg.): Understanding the Dead Sea Scrolls, New York 1992, S. 245–255; 309f.